# Термінатор (комікси)
Нижче представлений список коміксів, є частиною легендарної фантастичної франшизи Термінатор, заснованої Джеймсом Камероном при виході першого фільму в 1984 році.

## Now Comics

### Термінатор(1988–1990)
The Terminator (1988–1990)
1. (Вересень 1988)
2. (Жовтень 1988)
3. If I Had A Rocket Launcher... (Листопад 1988)
4. Amahiri (Грудень 1988)
5. The Bee Stings (Лютий 1989)
6. Goin' Back To Miami (Березень 1989)
7. Big Bad Wolf: A Dog Bites Man Story. (Квітень 1989)
8. In the Belly of the Beast (Травень 1989)
9. (Червень 1989)
10. (Липень 1989)
11. Factories (Серпень 1989)
12. Night-Convoy (Вересень 1989)
13. (Жовтень 1989 )
14. Into the Deep Blue Sea (Листопад 1989)
15. See Cuba and Die! (Грудень 1989)
16. The Battle of Cuba (Січень 1990)
17. Escape to Silver Dollar (Лютий 1990)

### Термінатор: Все моє майбутнє мимо(1990)
The Terminator: All My Futures Past
1. (Серпень 1990)
2. (Вересень 1990)

### Термінатор: Палаюча Земля(1990)
Terminator: The Burning Earth
1. (Березень 1990)
2. (Квітень 1990)
3. (Травень 1990)
4. (Червень 1990)
5. (Липень 1990)

## Dark Horse Comics

### Термінатор: Буря(1990–1991)
The Terminator: Tempest
1. Tempest Pt. 1 (Серпень 1990)
2. Tempest Pt. 2 (Вересень 1990)
3. Tempest Pt. 3 (Жовтень 1990)
4. Tempest Pt. 4 (Листопад 1990)

### The Terminator: One Shot(1992)
1. (July 1991)

### Термінатор: Вторинні цілі(1991 / 1992)
The Terminator: Secondary Objectives
1. (Липень 1991)
2. (Серпень 1991)
3. (Вересень 1991)
4. (Жовтень 1991)

### Термінатор: Ворог всередині(1991–1992)
The Terminator: The Enemy Within
1. (Листопад 1991)
2. (Грудень 1991)
3. (Січень 1992)
4. (Лютий 1992)

### Термінатор: Мисливці і вбивці(1992)
The Terminator: Hunters and Killers
1. (Березень 1992)
2. (Квітень 1992)
3. (Травень 1992)

### Термінатор: Кінець гри(1992 / 1999)
The Terminator: End Game
1. (Вересень 1992)
2. (Жовтень 1992)
3. (Жовтень 1992)

### Робокоп проти Термінатора(1992)
RoboCop Versus The Terminator
1. (Вересень 1992)
2. (Жовтень 1992)
3. (Листопад 1992)
4. (Грудень 1992)

### Термінатор: Долина Смерті(1998)
The Terminator: Death Valley
- Special (Серпень 1998)

1. (Вересень 1998)
2. (Жовтень 1998)
3. (Листопад 1998)
4. (Грудень 1998)

### Термінатор: Темні Роки(1999)
The Terminator: The Dark Years
1. (Серпень 1999)
2. (Жовтень 1999)
3. (Листопад 1999)
4. (Грудень 1999)

### Супермен проти Термінатора: Смерть в майбутньому(1999–2000)
Superman vs. The Terminator: Death to the Future
1. (Грудень 1999)
2. (Січень 2000)
3. (Лютий 2000)
4. (Березень 2000)

### Чужий проти Хижака проти Термінатора(2000)
Alien versus Predator versus The Terminator
1. (Квітень 2000)
2. (Травень 2000)
3. (Червень 2000)
4. (Липень 2000)

### Термінатор: Омнібус(2008)
The Terminator: Omnibus
1. Vol. 01 (Лютий 2008)
2. Vol. 02 (Березень 2008)

### Термінатор: 2029(2010)
The Terminator: 2029
1. (Березень 2010)
2. (Квітень 2010)
3. (Травень 2010)

### Термінатор: 1984(2010)
The Terminator: 1984
1. (Вересень 2010)
2. (Жовтень 2010)
3. (Листопад 2010)

### Термінатор: Спасіння - Фінальна битва(2013-2014)
Terminator: Salvation - The Final Battle
1. (Грудень 2013)
2. (Січень 2014)
3. (Лютий 2014)
4. (Березень 2014)
5. (Квітень 2014)
6. (Травень 2014)
7. (Червень 2014)
8. (Липень 2014)
9. (Серпень 2014)
10. (Вересень 2014)
11. (Жовтень 2014)
12. (Листопад 2014)

### Термінатор: ворог мого ворога(2014)
The Terminator: Enemy of My Enemy
1. (Лютий 2014)
2. (Березень 2014)
3. (Травень 2014)
4. (Липень 2014)
5. (Вересень 2014)
6. (Жовтень 2014)

## Marvel Comics

### Термінатор 2: Судний день(1991)
Terminator 2: Judgment Day
1. Arrival Early (Вересень 1991)
2. Escape Late (Вересень 1991)
3. Departure (Жовтень 1991)

## Norma Editorial

### Термінатор: Вторинні цілі(1992–1993)
Terminator: Objetivos secundarios
1. (Жовтень 1992)
2. (Листопад 1992)
3. (Грудень 1992)
4. (Січень 1993)

## Malibu Comics

### Термінатор 2: Кібернетичний Світанок(1995–1996)
Terminator 2: Cybernetic Dawn
1. Lost & Found (Листопад 1995)
2. Search Mode (Грудень 1995)
3. Judgement Impaired (Січень 1996)
4. Genesis & Revelations (Лютий 1996)

### Термінатор 2: Ядерні Сутінки(1995–1996)
Terminator 2: Nuclear Twilight
1. Warchild (Листопад 1995)
2. Suicide Mission (Грудень 1995)
3. Dead Men Walking (Січень 1996)
4. Father's Day (Лютий 1996)

### Terminator 2: Nuclear Twilight/Cybernetic Dawn (1996)
- The Programming of Fate (April 1996)

## Beckett Comics

### Термінатор 3(2003)
Terminator 3
1. Before the Rise (Липень 2003)
2. Before the Rise (Серпень 2003)
3. Eyes of the Rise (Вересень 2003)
4. Eyes of the Rise (Жовтень 2003)
5. Fragmented (Грудень 2003)
6. Fragmented (Грудень 2003)

## iBooks

### Термінатор 2: Судний день(2003)
Terminator 2: Judgment Day
- Графічна новела (Жовтень 2003)

## Dynamite Entertainment

### Термінатор 2: Безкінечність(2007)
Terminator 2: Infinity
1. (Липень 2007)
2. (Серпень 2007)
3. (Вересень 2007)
4. (Жовтень 2007)
5. (Листопад 2007)

### Термінатор 2(2008)
Terminator 2
1. Time To Kill, Episode Two of Four (Січень 2008)
2. Time To Kill, Episode Four of Four (Березень 2008)

### Термінатор: Революція(2009)
Terminator: Revolution
1. (Січень 2009)
2. (Лютий 2009)
3. (Квітень 2009)
4. (Травень 2009)

### Термінатор / Робокоп: Вбити Людину(2011)
Terminator/RoboCop: Kill Human

## IDW Publishing

### Terminator: Salvation Movie Prequel(2009)
1. Sand in the Gears (Лютий 2009)
2. Sand in the Gears, Part 2 (Лютий 2009)
3. Sand in the Gears, Part 3 (Березень 2009)
4. Sand in the Gears, Part 4 (Березень 2009)